# Naturschutzgebiet Rheinhalde Basel

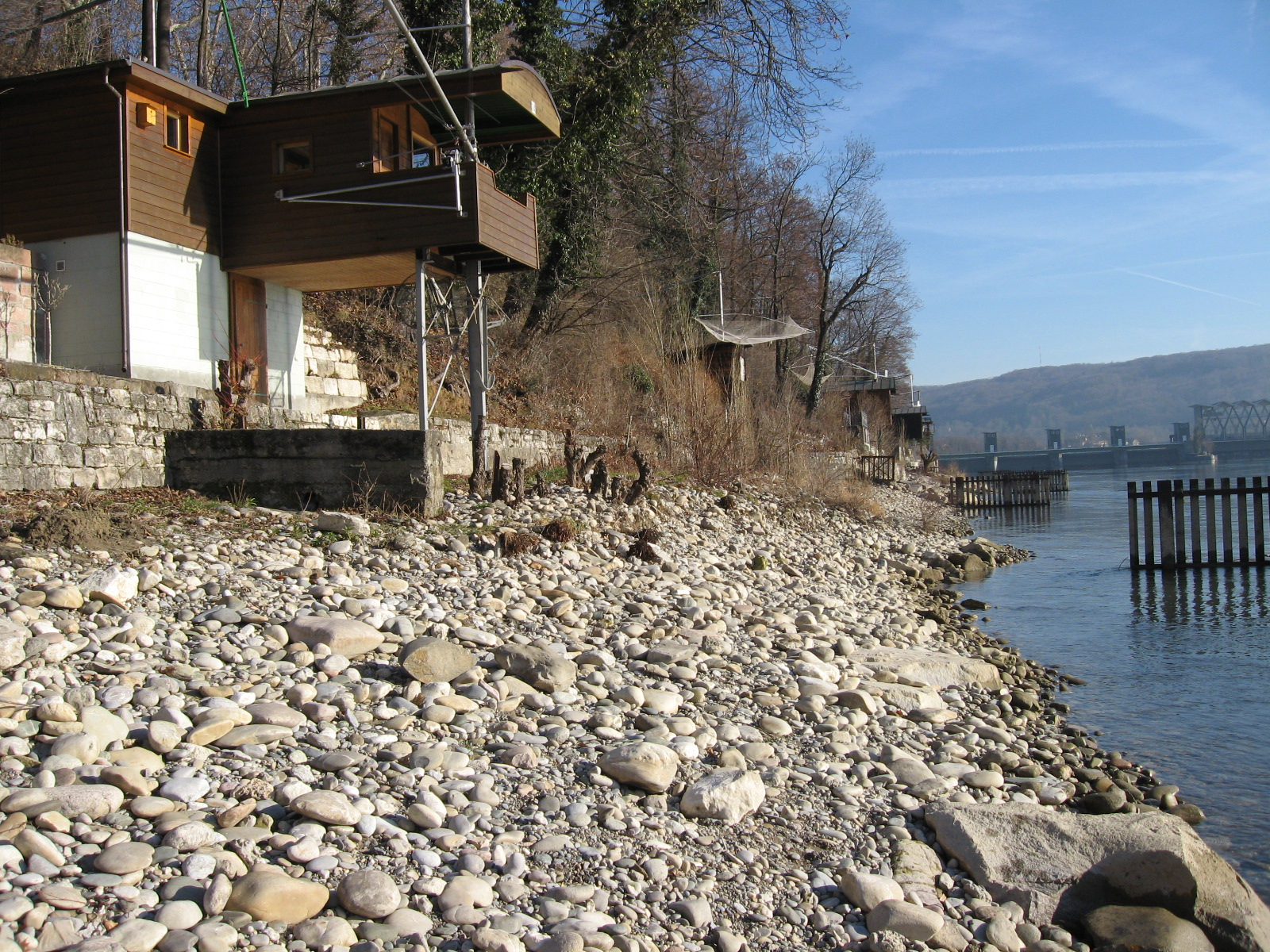
Rheinhalde Kleinbasler Seite

Das Naturschutzgebiet Rheinhalde in Basel ist das älteste amtliche Naturschutzgebiet der Schweiz.

## Lage und Erschliessung
Das Naturschutzgebiet Rheinhalde ist ein ganz im Osten der Stadt Basel und des Kantons Basel-Stadt gelegener Uferhang auf der rechten (Kleinbasler) Seite des Hochrheins, dem Birskopf auf der linken Rheinseite gegenüberliegend. Das Schutzgebiet erstreckt sich in einem schmalen, langgezogenen Streifen an der südlichen Grenze des Quartiers Hirzbrunnen zwischen der Schwarzwaldbrücke (Eisenbahnbrücke) und der Landesgrenze Schweiz-Deutschland, kurz nach dem Wasserkraftwerk Birsfelden. Seine Länge beträgt etwa 1,6 Kilometer, die horizontal gemessene Breite 10 bis 20 (maximal 50) Meter. Der Streifen wird landseitig begrenzt durch die oberhalb des Hangs uferparallel verlaufende Grenzacherstrasse, die über den unmittelbar benachbarten Grenzübergang „Hörnli“ ins deutsche Grenzach-Wyhlen führt.
Durch den Hang verlaufen einige Wege hinab zu kleinen Fischerhütten am Ufer, auch „Galgen“ genannt. Entlang des im oberen Bereich mehr oder weniger hangparallel geführten Hauptweges ist im Jahr 2004 seitens des Kantons Basel-Stadt ein Naturlehrpfad mit Informationstafeln eingerichtet worden.

## Schutzstatus
Das Gebiet wurde am 12. Februar 1913 vom Regierungsrat des Kantons Basel-Stadt aufgrund des Vorkommens einer thermophilen (wärmeliebenden) Flora und Fauna offiziell unter Schutz gestellt. Es ist damit das älteste amtliche Naturschutzgebiet der Schweiz.
Auf der deutschen Seite ist die Rheinhalde als Landschaftsschutzgebiet (Gebietsnummer der Landesanstalt für Umweltschutz Baden-Württemberg (LfU): LSG 3.36.003) Teil des Natura 2000-Gebietes „Wälder bei Wyhlen“ nach der europäischen Fauna-Flora-Habitat-Richtlinie. Das deutsche Natura-2000-Gesamtgebiet umfasst neben der Rheinhalde weitere Schutzgebiete ganz oder teilweise: den Buchswald bei Grenzach (NSG 3.018), das Ruschbachtal (NSG 3.150), den Altrhein Wyhlen (NSG 3.047), den Leuengraben (NSG 3.167) und das Grenzacher Horn.

## Geologie und Mikroklima
Geologisch gesehen liegt die Rheinhalde zwischen linksrheinischem Jura und rechtsrheinischem Dinkelberg als dem südlichsten Ausläufer des Schwarzwaldes. Sie ist ein ausgesprochenes Trockenbiotop. Der steile und durch seine Südexposition voll besonnte Hang besteht im Untergrund aus holozänem Flussschotter der Rheinaue, der teilweise zu Nagelfluh verhärtet ist.

## Flora
Im Gebiet wurden kurz nach Unterschutzstellung 485 Pflanzenarten nachgewiesen (Becherer et al., 1922), für ein Gebiet dieser Größe enorm viel. Zahlreiche der ursprünglich vorhandenen Arten, wie z. B. das Gemeine Bartgras (Bothriochloa ischaemum), das Glanz-Lieschgras (Phleum phleoides) und das Gemeine Steinkraut (Alyssum alyssoides), sind jedoch inzwischen nicht mehr zu finden. Heute sind etwa 180 verschiedene Pflanzenarten kartiert, noch immer sind einige selbst unter Artenschutz stehende oder zumindest seltene Arten dabei.
Seit Unterschutzstellung wurde durch das Aufkommen von Sträuchern und Bäumen, darunter einige wärmeliebende Neophyten wie der Götterbaum, der Boden immer mehr beschattet und entzog damit den licht- und wärmebedürftigen Arten allmählich die Lebensgrundlage. Seit einigen Jahren wird daher durch die Basler Stadtgärtnerei, Fachstelle für Natur- und Landschaftsschutz, jährlich ein Pflegeeinsatz durchgeführt, bei dem dieser Aufwuchs in gewissen Bereichen ausgelichtet wird.

## Fauna
Die Rheinhalde, auch Rheinbord genannt, hat die Funktion eines Wander- und Ausbreitungskorridors für wärmeliebende Tier- und Pflanzenarten und in der Übergangszone Wasser-Land eines Trittsteinbiotops für Lachse, Biber und andere Tiere. Der Hangwald ist ein Vogelparadies. Die zur Zeit der Unterschutzstellung noch nachgewiesene Smaragdeidechse und die Gottesanbeterin sind heute nicht mehr anzutreffen.

### Der älteste Basler entdeckt?
Im März 2007 entdeckte ein Wissenschaftler der Hochschule Wädenswil zufällig bei Vergleichsuntersuchungen im Rahmen eines anderweitigen Forschungsprojektes ein Exemplar des Erdrüsselkäfers Ferreria marqueti (damals als Raymondionymus marqueti bezeichnet) in dem Gebiet. Dieser Käfer ist eine blinde, unterirdisch in bis zu 40 cm Tiefe lebende Art, die ihr Hauptverbreitungsgebiet eigentlich in Gebieten hat, die in den Eiszeiten nie von Eis bedeckt waren. Die Bestimmung wurde durch zwei spezialisierte Basler Wissenschaftler bestätigt. Der Käferfund wurde in Pressemeldungen zunächst als sensationelles Glazialrelikt des Tertiärs bezeichnet, das also alle Eiszeiten überstanden habe und demnach als Art seit 2 Millionen Jahren hier lebe, quasi „der mit Abstand älteste Basler“. Es sei der erste Fund dieser Käferart in diesem Naturraum Mitteleuropas. Alle anderen Tier- und Pflanzenarten der Region seien erst nach der letzten Eiszeit in den letzten 10000 Jahren eingewandert. Diese Darstellung wird jedoch von einem Wissenschaftler des Instituts für Biogeographie der Universität Basel angezweifelt, ohne den Fund an sich zu bestreiten. Er hält andere Gründe für das Vorkommen wahrscheinlicher, eventuell eine relativ neu erfolgte Einschleppung durch den Menschen mittels Nutz- oder Zierpflanzen aus dem Mittelmeerraum.